# Bund Freie Presse und Literatur
Der Bund Freie Presse und Literatur (BFPL) war ein Verband unabhängiger deutscher Schriftsteller und Journalisten im Exil, der am 7. Juli 1937 in Paris gegründet wurde. Die Gründer bezogen von einer liberal-humanistischen Basis aus Stellung gegen den Nationalsozialismus und den Stalinismus. Damit war der BFPL unter den politisch agierenden Emigranten, die sich in ihrer großen Mehrheit der kommunistisch dominierten Volksfront-Politik verpflichtet sahen und im Schutzverband deutscher Schriftsteller (SDS) organisiert waren, von vornherein isoliert. BFPL-Gründer Hans Sahl bezeichnete dies als Exil im Exil. Als sich das Zentrum des Exils nach Beginn des Zweiten Weltkrieges in die USA verlagerte, löste sich der BFPL stillschweigend auf.
Neben Hans Sahl waren Leopold Schwarzschild und Konrad Heiden führende Mitglieder des Bundes. Schwarzschild war nach heftiger Kritik an den Moskauer Prozessen aus dem Schutzverband deutscher Schriftsteller ausgeschlossen worden, woraufhin Sahl und Heiden den BFPL gründeten. Weitere Mitglieder waren unter anderen: Alfred Döblin, Leonhard Frank, Irmgard Keun, Klaus Mann (zeitweilig), Walter Mehring, Joseph Roth, Norbert Mühlen und Siegfried Höxter.
Das Gründungsstatut des BFPL beginnt mit den Worten:
„Überzeugt, daß die Freiheit des Geistes und der Meinungsäusserung ein kostbares Gut ist, und daß eine unabhängige, keinem Gewissenszwang und Terror unterworfene, saubere, verantwortungsbewusste Presse und Literatur eine der entscheidenden Voraussetzungen der geistigen Entwicklung und des wirksamen geistigen Kampfes ist [...]“
Laut Dieter Schiller sollte keiner zum Bund gehören, „der, während er gegen eine braune Reichskulturkammer den Mund öffnet, eine rote Reichskulturkammer hinnimmt“.
Am 24. Juli 1937 wurde die Gründung in der Pariser Exil-Zeitschrift Das Neue Tage-Buch von Leopold Schwarzschild angezeigt. Hier werden sämtliche Gründungsmitglieder und der gewählte Vorstand bekannt gemacht.